# Alice, Texas
Alice este un oraș și reședință de comitat în comitatul Jim Wells, Texas, Statele Unite ale Americii, în partea de sud a Texasului. Populația era de 19.104 locuitori la recensământul din 2010. Orașul Alice a fost înființat în anul 1888. Mai întâi a fost numit Bandana, apoi Kleberg și în cele din urmă Alice, după numele lui Alice Gertrudis King Kleberg, fiica lui Richard King, care a fondat King Ranch.

## Geografie
Orasul Alice este situat la 27°45′02″N 98°04′14″W / 27.750652°N 98.070460°V (27.750652, -98.070460). În conformitate cu United States Census Bureau, orașul are o suprafață totală de 12,3 square milei (32 km2), din care 11,9 square milei (31 km2) este pământ și 0,4 square milei (1,0 km2) (3.25%) este apă. Alice se află în partea de sud a Texasului.
Cele mai apropiate zone metropolitane pe o rază de 100 de km sunt:
- Corpus Christi, Texas (45 km)
- Victoria, Texas (79 km)
- Laredo, Texas (86 km)
- Nuevo Laredo, Tamaulipas, Mexic (90 km)